# December 3.
December 3. az év 337. (szökőévben 338.) napja a Gergely-naptár szerint. Az évből még 28 nap van hátra.
Névnapok: Ferenc, Olívia + Atala, Atália, Atika, Berend, Lúciusz, Xavér, Xavéria, Zoárd, Zoárda, Zuárd

## Események
- 741 – Zakariás pápa pontifikátusának kezdete.
- 1793 – megalakul az Erdélyi Magyar Nyelvmívelő Társaság.
- 1818 – Illinois az USA 21. állama lesz.
- 1819 – Megalapítják Alabama állam Montgomery városát.
- 1900 – Ferencvárosi Torna Clubban megalakul a „Football”-szakosztály.
- 1912 – Balkán-háború: A görög flotta a Dardanelláknál szétveri a török hajóhadat, és egy sor Égei-tengeri sziget Görögországé lesz.
- 1917 – Breszt-Litovszkban fegyverszüneti tárgyalások kezdődnek Szovjet-Oroszország és a központi hatalmak (Németország és az Osztrák–Magyar Monarchia) részvételével.
- 1926 – A Király Színház bemutatja a Chopin című operettet.
- 1930 – Szmogkatasztrófa a belgiumi Meuse (Maas) folyó völgyében. Az Engis és Liège városok között tartósan megülő téli füstköd és a vegyi üzemekből származó fluorid gázfelhő 3 nap alatt 60 lakos halálát okozza .
- 1939 – Bemutatják Dmitrij Dmitrijevics Sosztakovics 6. Szimfóniáját.
- 1967 – Dr. Christiaan Barnard sebészprofesszor Fokvárosban elvégzi a történelem első szívátültetését, a páciens (Louis Waskansky) a szívátültetést követően még 18 napig élt.
- 1973 – A Pioneer–10 amerikai űrszonda 200 000 kilométerre megközelíti a Jupitert, ahol közelképeket készít.
- 1977 – Josip Broz Tito jugoszláv és Nicolae Ceaușescu román államfő leteszi a Vaskapu II. vízerőmű alapkövét.[1]
- 1979 – Irán elfogadja az alkotmányát.
- 1984 – a bhopali katasztrófa. A Union Carbide egy indiai növényvédő-szer gyárában egy üzemi baleset során 40 t metil-izocianát szabadul ki a légkörbe, több ezer ember azonnali halálát okozva.
- 1989 – Az NDK-ban a SED Központi Bizottsága megtartja utolsó ülését, amelyen feloszlatja önmagát és a Politikai Bizottságot is. Előtte a párt szabályzata súlyos megsértése miatt kizárja tagjai sorából többek között Erich Honeckert, Willi Stophot, Erich Mielkét.
- 1989 – Befejeződik George H. W. Bush és Mihail Gorbacsov máltai találkozója.
- 1992 – Az ENSZ Biztonsági Tanácsa elutasítja az Amerikai Egyesült Államok javaslatát, hogy katonákat küldjön Szomália területére.
- 1992 – Neil Papworth brit mérnök elküldte az első rövid szöveges üzenetet (SMS), a távközlés egyik történelmi lépéseként.
- 1997 – Aláírják a Fidesz és az MDF választási szövetségét.
- 1999 – Leszáll a Marsra az amerikai Mars Polar Lander.
- 2007 – Kevin Rudd, Ausztrália új miniszterelnöke hivatalba lépése után aláírja a Kiotói egyezményt.
- 2007 – Az indonéziai Bali szigeten 190 ország részvételével kezdetét veszi a klímakonferencia, amely december 14-ig tart.

## Egyéb események
- 1976 – Ezen a napon mérték Magyarországon a legalacsonyabb légnyomási értéket. Aznap 969,7 hPa értéket mutatott a barométer.[2]

## Születések
- 1580 – Balásfy Tamás magyar püspök († 1625)
- 1679 – Beniczky Ferenc bölcseletdoktor, jezsuita rendi tanár († 1715)
- 1684 – Ludvig Holberg norvég-dán író, történész († 1754)
- 1755 – Gilbert Stuart amerikai festőművész († 1828)
- 1795 – Sir Rowland Hill angol grafikus, a postabélyeg bevezetője († 1879)
- 1800 – France Prešeren szlovén költő és jogász. († 1849)
- 1812 – Lugossy József magyar nyelvész, orientalista, az MTA tagja († 1884)
- 1818 – Max von Pettenkofer német természettudós, a kísérleti egészségtan megalapítója († 1901)
- 1820 – Zabolai Mikes Kelemen magyar honvéd ezredes († 1849)
- 1829 – Greguss Gyula magyar természettudós, tanár, műfordító, a Magyar Tudományos Akadémia és a Kisfaludy Társaság tagja († 1869)
- 1842 – Ellen Swallow Richards amerikai vegyész, ökológus († 1911)
- 1857 – Joseph Conrad (er. Teodor Józef Konrad Korzeniowski) lengyel származású brit regényíró († 1924)
- 1883 – Anton Webern osztrák zeneszerző († 1945)
- 1886 – Manne Siegbahn Nobel-díjas svéd fizikus († 1978)
- 1887 – Czapik Gyula magyar nyomdász, egri érsek († 1956)
- 1893 – Torma Imre magyar festőművész († 1954)
- 1896 – Bolesław Szabelski lengyel zeneszerző, orgonaművész, zenepedagógus († 1979)
- 1900 – Richard Kuhn osztrák származású német Kémiai Nobel-díjas biokémikus († 1978)
- 1907 – Zsigmond László Kossuth-díjas magyar történész, az MTA tagja († 1992)
- 1909 – Bognár Géza kétszeres Kossuth-díjas magyar villamosmérnök, az MTA tagja († 1987)
- 1909 – Ladányi Ferenc Kossuth-díjas magyar színész († 1965)
- 1911 – Nino Rota olasz zeneszerző († 1979).
- 1918 – Wehner Tibor Liszt Ferenc-díjas magyar zongoraművész († 1977)
- 1920 – Baranyó Sándor magyar festőművész († 2001)
- 1922
  - Sven Vilhem Nykvist Oscar-díjas svéd operatőr († 2006)
  - Béres Ferenc magyarnóta- és dalénekes († 1998)
- 1924
  - Roberto Mieres argentin autóversenyző († 2012)
  - John Backus amerikai matematikus, informatikus, több programnyelv kidolgozója, nevéhez kötődik a Backus–Naur-forma († 2007)
- 1927 – Andy Williams amerikai énekes († 2012)
- 1930 – Jean-Luc Godard francia filmrendező († 2022)
- 1932 – Gaetano Starrabba (Prince Gaetano Starrabba di Giardinelli) olasz autóversenyző
- 1933 – Valkay Pál Aase-díjas magyar színész († 2021)
- 1938 – Csernai Tibor olimpiai bajnok labdarúgó († 2012)
- 1948 – Ozzy Osbourne Grammy-díjas angol rockénekes, a Black Sabbath együttes tagja († 2025)
- 1951 – Rick Mears amerikai autóversenyző
- 1953 – Franz Klammer osztrák síző
- 1953 – Csík Ibolya magyar újságíró, író
- 1954 – Timár Zoltán magyar színész, színigazgató
- 1956 – Sándor Erzsi magyar színésznő, újságíró
- 1957 – Valérie Quennessen francia színésznő († 1989)
- 1958 – Jelisztratov Szergej orosz–magyar származású magyar gyerekszínész, színész, lemezlovas, snowboard- és wakeboardversenyző és -oktató
- 1960
  - Daryl Hannah amerikai színésznő
  - Julianne Moore Oscar-díjas amerikai színésznő
- 1961 – Tari Ottó magyar újságíró
- 1962 – Felszeghy Tibor magyar bábművész, színész
- 1964 – Gombos Judit Aase-díjas magyar színésznő, a szolnoki Szigligeti Színház örökös tagja
- 1965
  - Katarina Witt kétszeres olimpiai bajnok német műkorcsolyázónő
  - Győrfi Pál magyar mentőtiszt, az Országos Mentőszolgálat szóvivője, egészségszakértő
- 1968 – Brendan Fraser Oscar-díjas amerikai színész
- 1971 – Till Attila televíziós műsorvezető
- 1973 – Bognár Szilvia magyar újságírónő, szerkesztő-riporter, MÚOSZ-tag
- 1973 – Holly Marie Combs amerikai színésznő
- 1976 – Szabó Róbert Endre magyar színész
- 1977 – Adam Małysz lengyel síugró, olimpiai ezüstérmes, háromszoros összetett Világkupa-győztes
- 1981 – David Villa spanyol labdarúgó
- 1983 – Bajtai András magyar költő, újságíró
- 1984 – Kis Attila magyar jégkorongozó
- 1985
  - Cseh László magyar úszó, Európa-bajnok, olimpiai ezüstérmes
  - Amanda Seyfried amerikai színésznő
- 1987 – Michael Angarano amerikai színész
- 1988 – Kevin Alexander Clark amerikai színész († 2021)
- 1994 – Jake T. Austin amerikai színész

## Halálozások
- 450 – Aranyszavú Szent Péter Kr. u. 380 római egyházi író (* 380)
- 1154 – IV. Anasztáz pápa (* ismeretlen)
- 1552 – Xavéri Szent Ferenc jezsuita szerzetes, (* 1506)
- 1749 – Benczig Mátyás debreceni főorvos (* 1697)
- 1827 – Batthyány Vince császári és királyi titkos tanácsos, Hont megye főispánja, az udvari kamara alelnöke (* 1772)
- 1854 – Johann Peter Eckermann német irodalomtudós (* 1792)
- 1887 – Balázs Gábor honvédelmi minisztériumi tisztviselő, utazó (* ismeretlen)
- 1888 – Carl Zeiss német mechanikus, vállalkozó, optikai eszközök fejlesztője (* 1816)
- 1894 – Robert Louis Stevenson skót író (* 1850)
- 1896 – Erkel László, zongoraművész, karnagy (* 1844)
- 1910 – Bruck Lajos festőművész (* 1846)
- 1913 – Charles Wiener osztrák-francia földrajzi felfedező, nyelvész, leírásai nyomán fedezték fel Machu Picchut (* 1851)
- 1919 – Pierre-Auguste Renoir francia festőművész (* 1841)
- 1921 – Mathiász János tokajhegyaljai magyar szőlész-borász (* 1838)
- 1925 – Gyárfás Jenő magyar író, festő és grafikus (* 1857)
- 1928 – Farbaky István magyar bányamérnök, feltaláló, a selmecbányai Bányászati és Erdészeti Akadémia igazgatója, országgyűlési képviselő (* 1837)
- 1937 – József Attila Kossuth- és Baumgarten-díjas magyar költő, esztéta (* 1905)
- 1944 – Faragó György magyar zongoraművész (* 1913)
- 1959 – Márffy Ödön magyar festő, grafikus (* 1878)
- 1973 – Darvas József Kossuth-díjas magyar író, publicista, politikus (* 1912)
- 1983 – Ajtay Zoltán magyar bányamérnök (* 1900)
- 1983 – Grantner Jenő Munkácsy Mihály-díjas szobrászművész (* 1907)
- 1988 – Mocsár Gábor József Attila-díjas magyar író, újságíró (* 1921)
- 1988 – Török Iván Bartók Béla–Pásztory Ditta-díjas gordonkaművész (* 1914)
- 1999 – Scatman John amerikai dzsessz-zenész (* 1942)
- 2000 – Gwendolyn Brooks Pulitzer-díjas amerikai költőnő (* 1917)
- 2000 – Zambó János bányamérnök, az MTA tagja (* 1916)
- 2003 – David Hemmings angol színész (Michelangelo Antonioni: „Nagyítás”), filmrendező (* 1941)
- 2006 – Machos Ferenc magyar válogatott labdarúgó, edző (* 1932)
- 2007 – Spira György magyar történész (* 1925)
- 2014 – Fáy Györgyi magyar színésznő (* 1924)
- 2022 – Hegedüs Zsuzsa magyar szociológus, filozófus (* 1946)
- 2024 – Péter Ferenc magyar rádióbemondó, műsorvezető, előadóművész, tanár (* 1944)

## Nemzeti ünnepek, emléknapok, világnapok
→Sablonvita:Ünnepek/12-03:
- a fogyatékos emberek világnapja[3]
- Xavéri Szent Ferenc jezsuita hittérítő, a missziók védőszentjének ünnepe a katolikus egyházban[4]
- a baszk nyelv nemzetközi napja[5]